# مويسيس غيرون
مويسيس غيرون (بالإسبانية: Moisés Girón)‏ هو لاعب كرة قدم سلفادوري، ولد في 17 يوليو 1987 في سان ميغيل في السلفادور. لعب مع نادي أكويلا.